# ای‌بی ائروترانسپورت
ای‌بی ائروترانسپورت (به انگلیسی: AB Aerotransport) یک شرکت هواپیمایی است که در تاریخ ۱۹۲۴ میلادی تأسیس شده و در تاریخ ۲ ژوئن ۱۹۲۴ فعالیتش را آغاز کرده‌است.

## ناوگان
| کارخانهٔ سازنده          | مُدل                         | تعداد | سال ورود | سال بازنشستگی |
| ----------------------- | --------------------------- | ----- | -------- | ------------- |
| یونکرس                  | F.13                        | ۱۰    | ۱۹۲۴     | ۱۹۳۸          |
| یونکرس                  | G.24                        | ۵     | ۱۹۲۵     | ۱۹۳۲          |
| یونکرس                  | یونکرس و۳۳                  | ۲     | ۱۹۲۹     | ۱۹۳۱          |
| یونکرس                  | یونکرس یو ۵۲                | ۸     | ۱۹۳۲     | ۱۹۴۸          |
| فوکر                    | فوکر اف. ۱۲                 | ۱     | ۱۹۳۲     | ۱۹۴۶          |
| نورثروپ                 | Delta                       | ۱     | ۱۹۳۴     | ۱۹۳۷          |
| نورثروپ                 | Gamma                       | ۱     | ۱۹۳۴     | ۱۹۳۶          |
| فوکر                    | F.VII                       | ۱     | ۱۹۳۴     | ۱۹۴۲          |
| فوکر                    | F.XXII                      | ۱     | ۱۹۳۵     | ۱۹۳۶          |
| یونکرس                  | یونکرس و۳۴                  | ۲     | ۱۹۳۵     | ۱۹۴۰          |
| شرکت هواپیماسازی داگلاس | داگلاس دی‌سی-۳               | ۱۰    | ۱۹۳۷     | ۱۹۴۸          |
| یونکرس                  | Ju 86                       | ۱     | ۱۹۳۸     | ۱۹۴۰          |
| بوئینگ                  | بوئینگ بی-۱۷ فلایینگ فورترس | ۹     | ۱۹۴۴     | ۱۹۴۸          |
| شرکت هواپیماسازی داگلاس | داگلاس دی‌سی-۴               | ۳     | ۱۹۴۶     | ۱۹۴۸          |